# Heiko Westermann
Heiko Westermann (Alzenau, 14 de agosto de 1983) é um ex-futebolista profissional alemão que atuava como zagueiro. Seu último clube foi o Austria Wien.

## Carreira

### Greuther Fürth
Westermann começou sua carreira no Greuther Fürth, que jogava pela segunda divisão alemã. Ele se juntou ao time principal em julho de 2002, mas fez sua estreia somente em 26 de janeiro de 2003 em uma vitória por 1 a 0 sobre o MSV Duisburg. Ele jogou um total de 92 jogos em suas três temporadas com o clube, marcando cinco gols.

### Arminia Bielefeld
Após a temporada 2004–05, Westermann assinou contrato com o Arminia Bielefeld, recém promovido a primeira divisão. Em sua primeira temporada ele atuou em todas as partidas do clube, 34 pelo Campeonato Alemão e 5 pela Copa da Alemanha. Na temporada seguinte Westermann quase repetiu sua frequência em campo da temporada anterior, ficando fora de apenas uma partida.

### Schalke 04
Westermann foi transferido para o Schalke 04 em 2007 por uma taxa de 2,8 milhões de euros. Ele jogou seu primeiro jogo pelo Schalke em 24 de julho,  Ligapokal dispositivo contra 1. FC Nuremberg. Schalke venceu 4-2 com um golo contribuindo Westermann. Faltando primeiros Schalke os dois jogos do campeonato devido a lesão, Westermann fez o seu Bundesliga estréia para o clube em 26 de agosto de 2007. Ele foi substituído em no minuto 79 por Rafinha em uma partida de terceira rodada contra o VfL Wolfsburg. Para o restante da temporada, Westermann começou todas as 31 partidas do Schalke na Bundesliga. Ele também foi instrumental no Schalke da Liga dos Campeões da campanha, sendo o jogador de campo apenas para o clube para jogar cada minuto.
Com o novo treinador Fred Rutten assumir o comando do Schalke para a temporada 2008-09 , combinado com seu olhar aguçado para o gol, Westermann tem sido muitas vezes posicionada no meio-campo. A temporada atual tem sido Westermanns pontuação mais alta ainda. Ele marcou os dois gols em um 2-0 DFB-Pokal vitória sobre o Hannover 96. Ele também marcou um gol em três partidas consecutivas na Bundesliga, incluindo o gol de empate em empate 1-1 contra o Werder Bremen e uma meta de ganhar jogo contra o VfL Bochum.

### Hamburger SV
Em julho de 2010, Westermann concordou com uma transferência para o Hamburger SV, supostamente na região de € 7,5 milhões. Fez um gol contra o Grêmio em 8 de dezembro de 2012, no amistoso que inaugurava o novo estádio do Grêmio. Sua equipe perdeu o jogo por 2 a 1. Marcou novamente contra o Bayern de Munique, também por uma derrota mas desta vez por 9 a 2.

## Carreira Internacional
Westermann jogou sua primeira partida pela seleção alemã em fevereiro de 2008 contra a Áustria. A Alemanha venceu a partida por 3-0. Westermann fez parte da equipe alemã que terminou em segundo lugar no Euro 2008. Ele já jogou um total de dez jogos para a Alemanha. Em 2 de junho de 2009, Westermann marcou o primeiro gol na goleada 7-2 da Alemanha contra Emirados Árabes equipe de futebol nacional. Ele fazia parte da seleção preliminar da Alemanha para a Copa do Mundo de 2010 , mas teve de desistir por causa de uma lesão sofrida em um amistoso contra a Hungria. Ele foi limitado pela Alemanha 24 vezes e marcou 3 gols para eles desde 2008.
| Gols | Data                  | Lugar                                   | Adversário             | Placar | Resultado | Competição                                  |
| ---- | --------------------- | --------------------------------------- | ---------------------- | ------ | --------- | ------------------------------------------- |
| 1.   | 6 de Setembro de 2008 | Rheinpark Stadion, Vaduz, Liechtenstein | Liechtenstein          | 0-6    | 0-6       | Eliminatórias da Copa do Mundo FIFA de 2010 |
| 2.   | 2 de Junho de 2009    | Dubai, Emirados Árabes Unidos           | Emirados Árabes Unidos | 0-1    | 2-7       | Amistoso                                    |
| 3.   | 7 de Setembro de 2010 | RheinEnergieStadion, Colônia, Alemanha  | Azerbaijão             | 1-0    | 6-1       | Qualificações para Campeonato Europeu       |

## Títulos
Ajax
- UEFA Europa League Vice: 2017